# Oosterschelde
Koordinaten: 51° 39′ 0″ N, 3° 48′ 0″ O

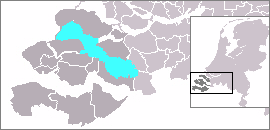
Lage der Oosterschelde in der Provinz Zeeland

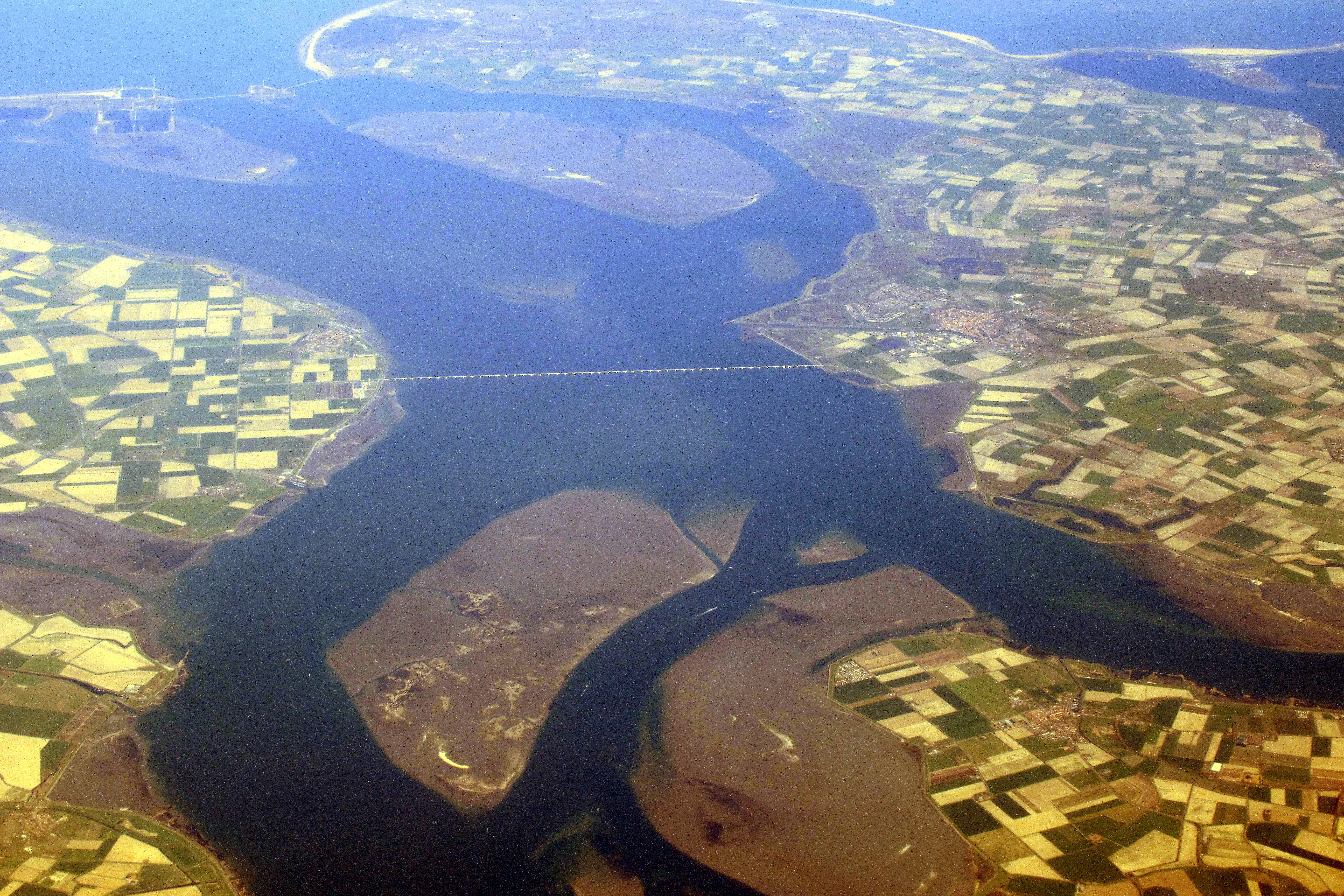
Die Oosterschelde

Der Meeresarm Oosterschelde liegt im Mündungsdelta von Rhein, Maas und Schelde in der niederländischen Provinz Zeeland. Der Verlauf der Schelde wurde aber durch mittelalterliche Sturmfluten derart verändert, dass diese heute durch die Westerschelde in die Nordsee mündet. Die Oosterschelde liegt zwischen den Inseln und Halbinseln Schouwen-Duiveland und Tholen im Norden sowie Noord-Beveland und Zuid-Beveland im Süden.

## Hochwasserschutz
Nach der großen Hollandsturmflut von 1953 wurden im Rahmen der Deltawerke umfangreiche Deichbauten und Sturmflutwehre geschaffen. Die Oosterschelde ist seitdem rundherum eingedeicht. Das Wasser der Nordsee flutet im Rahmen der Gezeiten durch das Oosterschelde-Sturmflutwehr, das als technisches Weltwunder der Moderne gilt  und im Ernstfall die gesamte Oosterschelde vom Meer abriegeln kann. Die Tide erreicht ca. drei Meter.

## Nationalpark
Seit dem 8. Mai 2002 ist die gesamte Oosterschelde ein Nationalpark. Mit einer Fläche von ca. 340 Quadratkilometern ist er der flächenmäßig größte Nationalpark des europäischen Teils der Niederlande.

## Brücken und Kanäle

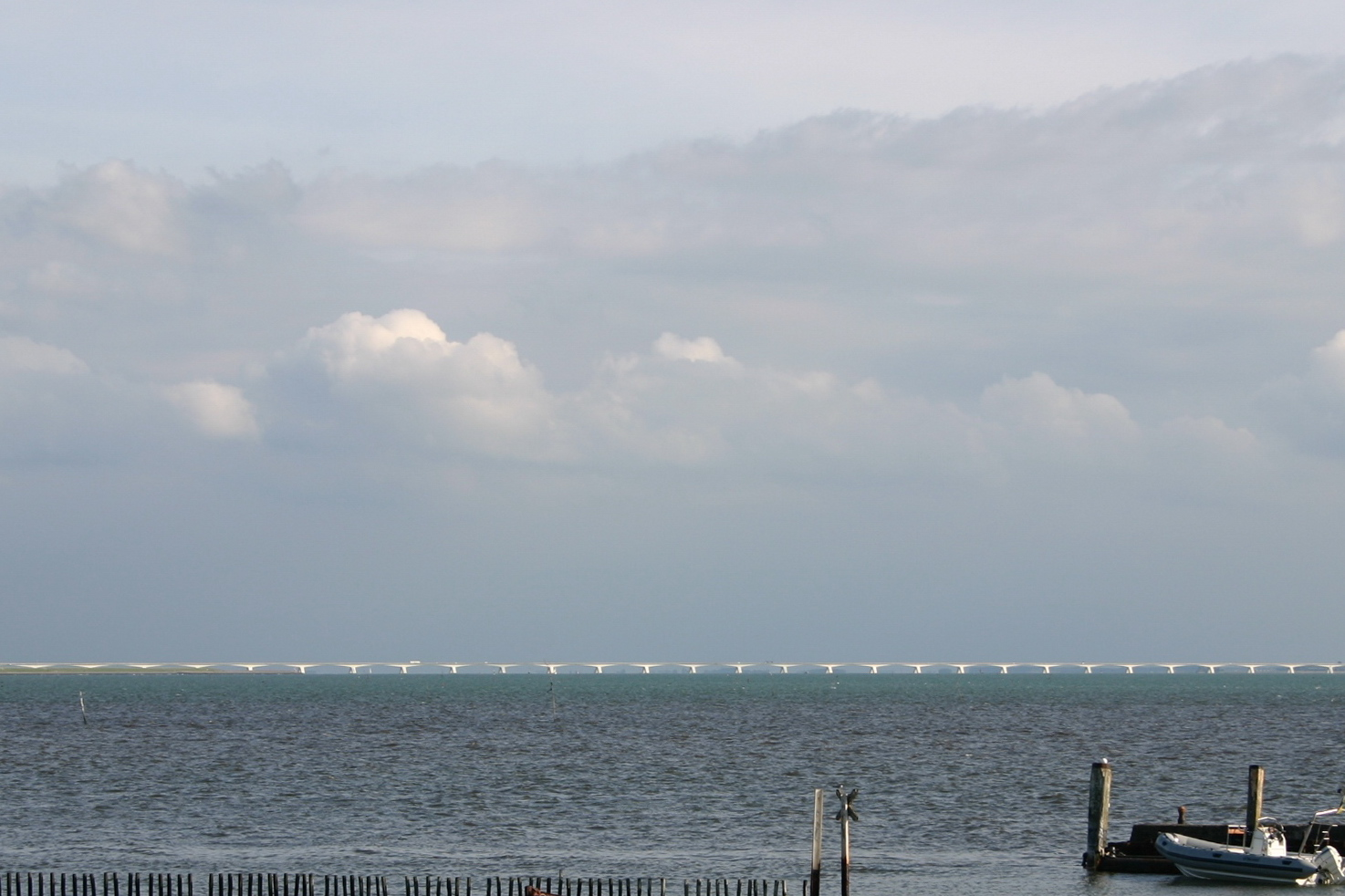
Zeelandbrücke in der Oosterschelde

Durch die Oosterschelde verläuft von Zierikzee nach Nord-Beveland die längste Brücke der Niederlande, die Zeelandbrug. Der Kanal durch Zuid-Beveland ist eine von zwei Wasserstraßen zur Westerschelde und zum Antwerpener Hafen.

## Funde
Im Gravensteen in Zierikzee befindet sich das Maritiem Museum. Anhand von Schiffsmodellen, Gemälden und einem Modell zeichnet es ein Bild der maritimen Vergangenheit vom frühen Mittelalter bis heute. Es sind auch Gegenstände zu sehen, die aus der Oosterschelde und aus grauer Vorzeit stammen. Eine kleine Ausstellung widmet sich der einheimischen Göttin Nehalennia. Fünf Votivaltare vom Beginn unserer Zeitrechnung sind ausgestellt, die 1970 aus der Oosterschelde gefischt wurden. Auch das Modell eines der Nehalennia geweihten Tempels ist zu sehen. In der zweiten Etage sind fossile Knochen ausgestellt, die in den Netzen der Muschelfischer ans Tageslicht kamen. Vor langer Zeit gab es in Zeeland unter anderem Mammute, Hyänen und Rotwild.